# Compagnie des mines de Montrelais
La compagnie des mines de Montrelais est une société minière qui exploite la concession de Montrelais-Mouzeil dont le gisement, qui appartient au bassin houiller de Basse Loire, est mentionné pour la première fois en 1650.
L'exploitation industrielle a lieu entre 1754 et 1921, puis est relancée de façon plus artisanale entre 1940 et 1949. La mauvaise qualité du charbon et les infiltrations d'eau empêchent une réelle rentabilité. La concession de Montrelais-Mouzeil a produit plus de 1,7 million de tonnes de houille, ce qui en fait la plus importante du bassin.
Plusieurs vestiges subsistent au début du XXIe siècle ; deux sites principaux sont préservés et mis en valeur : les mines de la Gautellerie et de La Guibretière.

## Situation

Localisation du gisement exploité par les mines de Montrelais sur la carte des bassins houillers français.

Le gisement exploité est au cœur du bassin houiller de Basse Loire à la limite de la Loire-Atlantique et du Maine-et-Loire. C'est la concession la plus étendue du bassin minier.

Carte des concessions du bassin houiller de Basse Loire :
Sites miniers visibles au début du XXIe siècle :

| - Concession de Languin                      | - Concession des Touches                               |
| - Concession de Montrelais-Mouzeuil          | - Concession de Montjean                               |
| - Concession Saint-Germain du Prés           | - Concession de La Villette et Saint-Georges-sur-Loire |
| - Concession de Saint-Lambert et Saint-Aubin |                                                        |

## Géologie
Le charbon du bassin houiller de Basse Loire appartient à l'âge Namurien (daté entre -325 et -315 millions d'années), exploité par 11 concessions et l'extrémité est appartient au Stéphanien (daté entre -307 et -299 millions d'années), exploité par une seule et unique concession, celle de Doué-la-Fontaine.

Carte de l'étendue du bassin houiller de Basse Loire.
Namurien
Stéphanien
- Limites départementales

## Histoire
Située en Loire-Atlantique, la Compagnie des mines de Montrelais fut l'une des premières mines de charbon françaises dont les premières mentions remontent à 1650, et la deuxième à utiliser, en 1757, la machine à feu de Thomas Newcomen, ses propriétaires ayant envisagé cette possibilité dès 1752.
Au moment où la région nantaise participe à l'histoire des indiennes de coton en Europe et au développement de la construction navale, le nouveau code minier imposé par le roi en 1744, qui simplifie les procédures liées aux nombreux conflits d'intérêts, permet le lancement dans les décennies qui suivent de l'exploitation du charbon à Montrelais, à cinq kilomètres d'Ingrandes, sur la Loire.
La concession de Montrelais est accordée le 8 janvier 1754. La concession de Mouzeil est mentionné en 1746 mais elle est initialement réunie avec celles de Languin et des Touches, elle dveient indépendante en 1791. La concession unifiée de Montrelais-Mouzeil est accordée le 18 août 1807, les limites sont réduites par rapport à 1791 mais elle reste la plus grande concession du bassin houiller de Basse Loire avec 98,75 km2.
Dans la partie nord de la commune de Montrelais se trouvent des gisements houillers importants. On extrait de la houille aux Berthaudières, à 4,5 km au nord-nord-ouest, jusqu'à environ 300 mètres de profondeur. L'ancienne résidence de l'un des directeurs de la mine de Montrelais est toujours visible au lieu-dit La Grande-Mine, où se trouvait aussi une chapelle dédiée à Sainte Barbe, patronne des mineurs.
L'ingénieur Christophe Mathieu, venu de la Compagnie des mines d'Anzin et passé par la compagnie des Mines de Basse-Bretagne, installe la machine à feu, cette dernière compagnie l'ayant revendue à Montrelais. En 1747, le nouveau contrôleur général des finances, Machault, qui venait de l'intendance de Valenciennes, le charge d'aller monter une pompe à feu à la compagnie des Mines de Basse-Bretagne, où elle est abandonnée car consommant trop de charbon.
Fonctionnant au charbon, elle donna toute satisfaction. L'ingénieur des ponts et chaussées de Tours, chargé de l'inspecter six mois plus tard, note que le puits principal descend à 426 pieds de profondeur, soit 140 mètres, alors qu'on s'était jusque-là plus ou moins contenté de grappiller dans les veines superficielles. L'inspecteur général des Manufactures Gabriel Jars passa sur le site et rédigea un rapport, constatant que l'exploitation est profonde de 115 mètres.
Le principal actionnaire était Antoine Ricouart d'Hérouville (1713-1782), marquis d'Hérouville, colonel du régiment de Hainaut, où il entreprit aussi l'assèchement des Moëres en Flandre, puis lieutenant général de l'armée du roi, le grade le plus important après celui de maréchal de France.
Parmi les autres actionnaires, le chevalier Nicolas Robert d'Arcy, banquier jacobite parisien, responsable des assurances de Paris et spécialiste de la commission aux corsaires, ou le duc de Chaulnes, Michel Ferdinand d'Albert d'Ailly. Les seigneurs de la région demandèrent à percevoir un impôt traditionnel d'un douzième du charbon extrait.
Les premiers techniciens venaient pour la plupart de Charleroi. L'entreprise devient rentable en 1780 avec 205 000 livres de recettes pour 145 000 de dépenses, soit une rentabilité de 28 %. Elle utilise 200 chevaux pour le transport du charbon jusqu'au port d'Ingrandes et les registres paroissiaux font état de plusieurs dizaines de morts par accident dans les trois décennies précédant 1789. Dans la décennie 1760, l'effectif dépasse 300 personnes puis atteint 600 à 700 dans les années 1780. 
En 1794, les mines sont le théâtre d'une Chouannerie.
En 1817 est créée une société anonyme, « formée par les concessionnaires-associés pour l'exploitation des mines de houille de Montrelais ».
La concession est réduite le 6 novembre 1927.

## Travaux

### Partie ouest
La partie ouest s'étend sur 7 km de long pour 1,7 km de large.
Deux principales zones sont exploitées dans la partie Ouest concession de Montrelais-Mouzeil : la Transonnières, qui renferme deux veines de houille et la Tardivières qui renferme également deux couches, la veine sud est la plus épaisse (2,40 m) tandis que la veine nord ne dépasse pas un mètre. le puits le plus profond de l'ouest de la concession est le puits Saint-Georges (290 m).

Mines de la Tardivières.
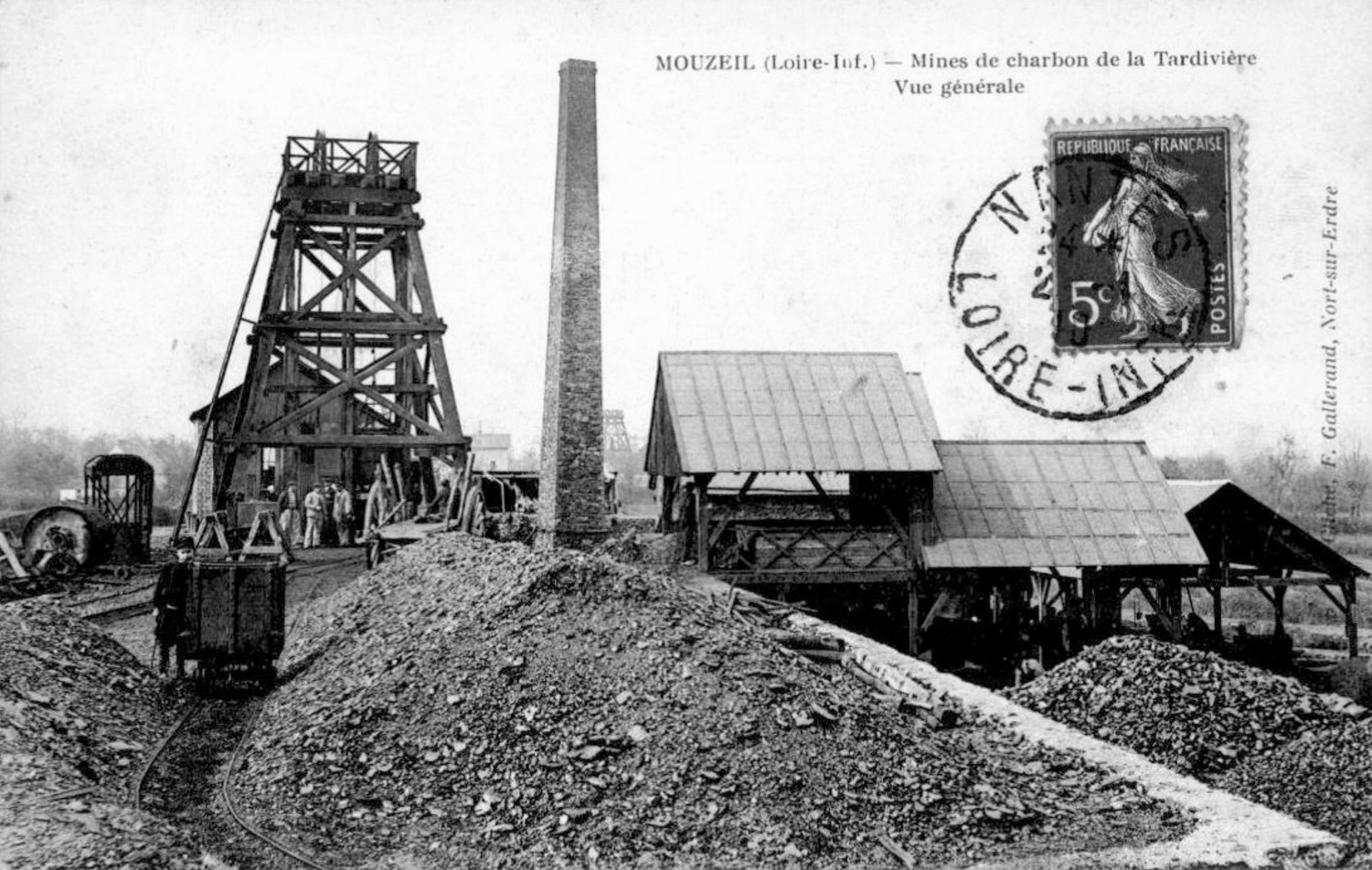
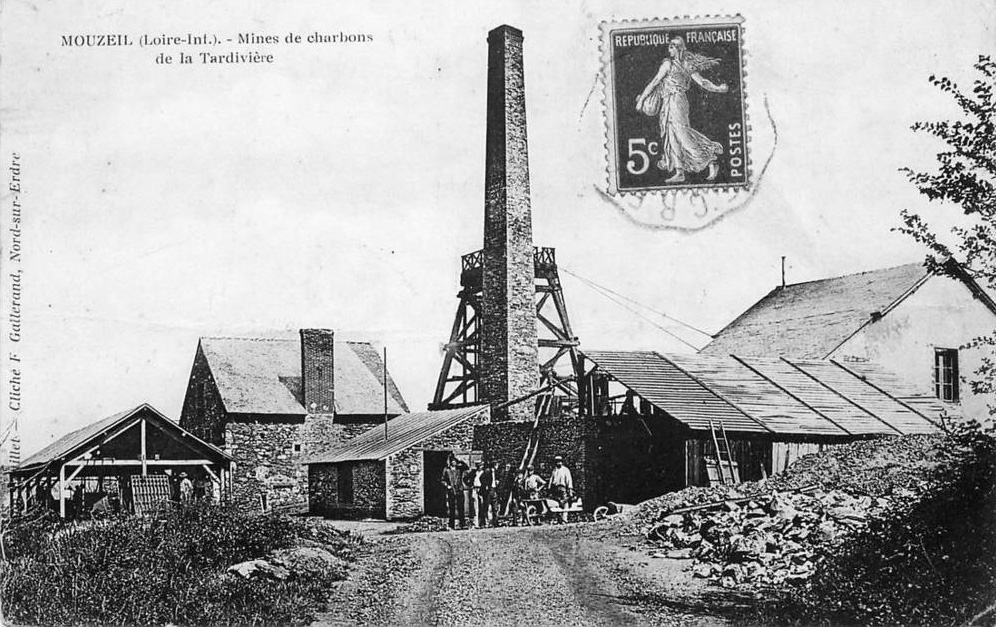
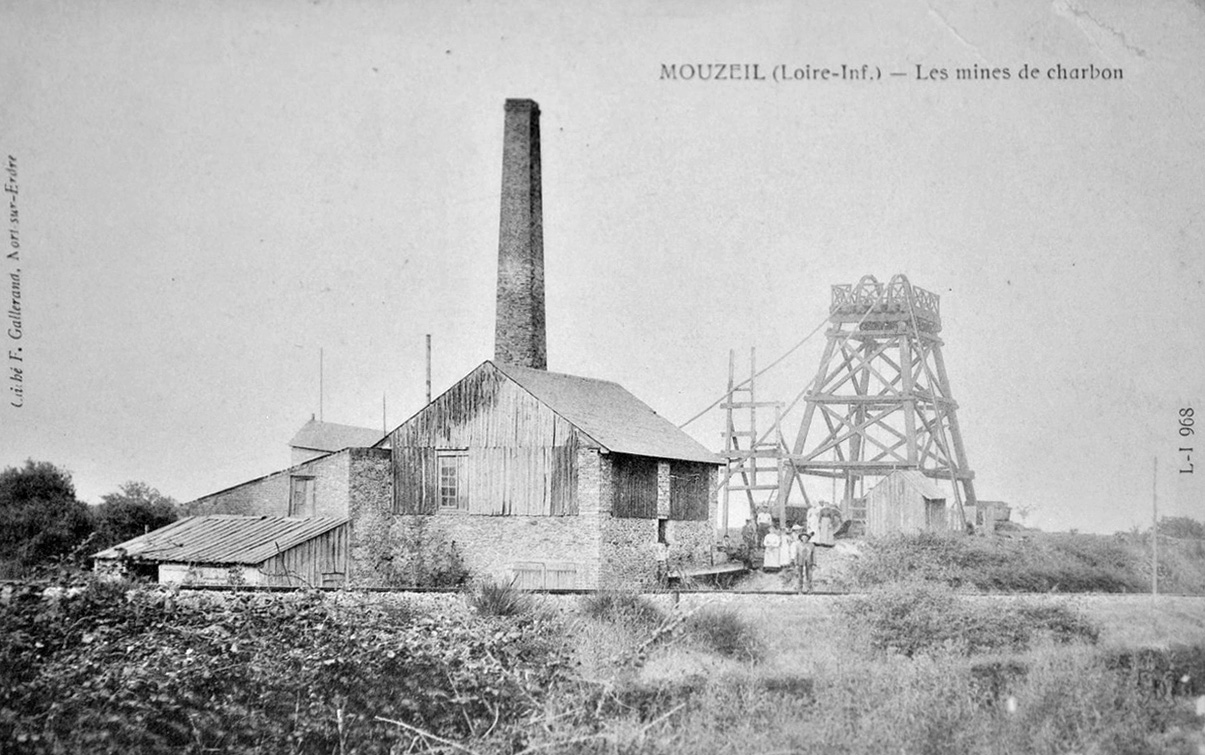

À Teillé, les recherches débutent en 1831 et plusieurs puits sont ouverts à La Guibretière et La Bouillère. Le charbon sert de combustible aux fours à chaux de Copechoux. La mine ferme avant la fin du XIXe siècle. L'activité est relancée entre 1918 et 1921 à la suite de pénuries de charbon dues à la Première Guerre mondiale grâce à un puits d'une centaine de mètres de profondeur équipé d'une machine à vapeur, dont la cheminée en brique subsiste au début du XXIe siècle. L'activité est de nouveau relancée entre 1940 et 1949 pour faire face aux pénuries dues à l'Occupation puis à la Reconstruction après la Seconde Guerre mondiale.

### Partie est
La partie est s'étend sur 13 km de long pour 1,6 km de large, elle abrite trois veines (ou faisceaux) différentes.
Le faisceau nord, dont la meilleure couche atteint 1,50 mètre, est exploité à la Grand'Mine, où le puits de Grand Militaire atteint 226 mètres de profondeur et à la Gautellerie dont le puits s'enfonce jusqu'à 240 mètres. L'exploitation du puits de la Gautellerie a réellement démarrée en 1896, en 1909, elle cumule 8 km de galeries. Faute de rentabilité, le puits ferme en 1911.

La mine de la Gautellerie en activité.
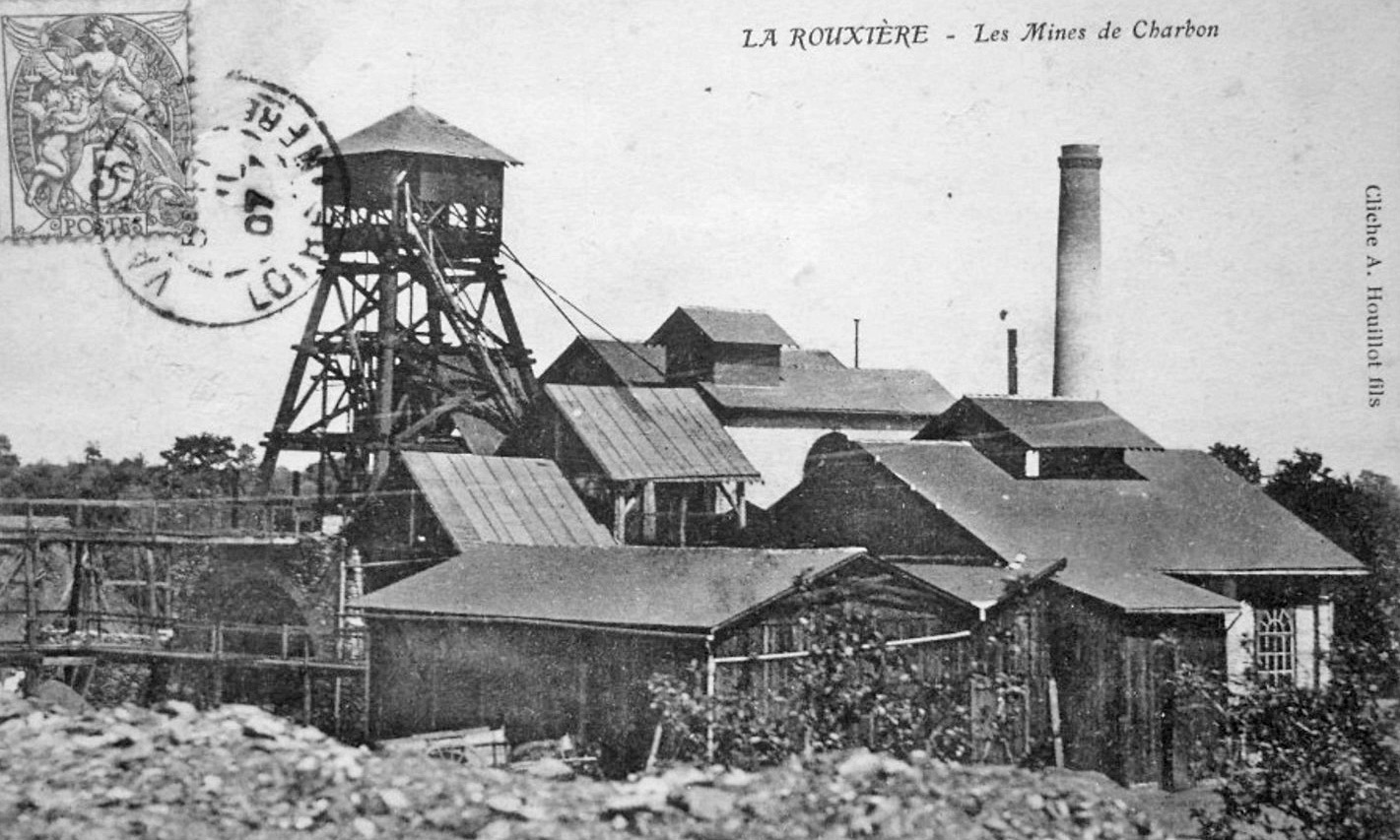
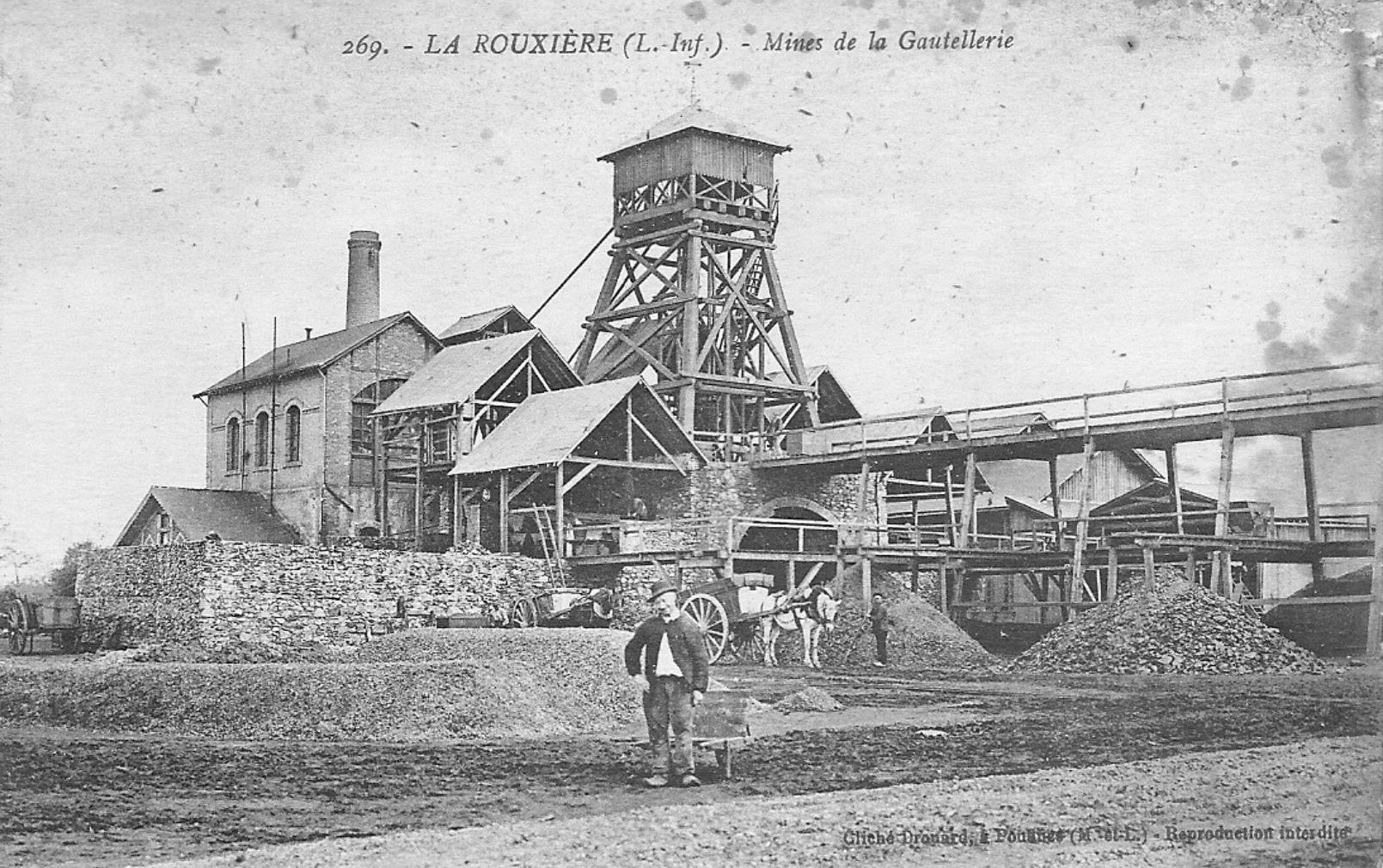
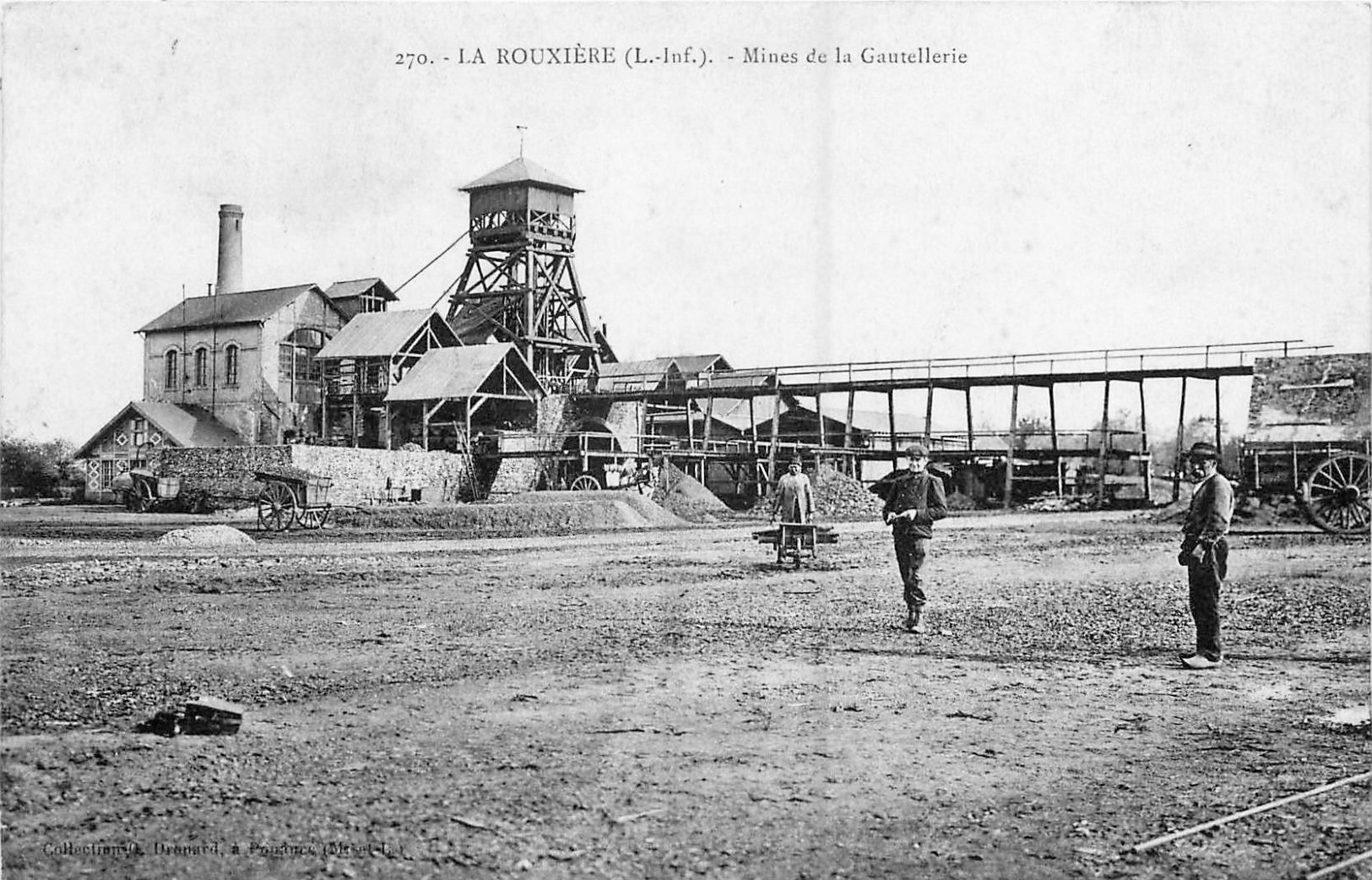

Le faisceau sud, connu uniquement sous la forme d'affleurements.
Le prolongement du faisceau sud offre les couches les plus épaisses et les plus exploitées (quatre couches cumulant 5 à 8 mètres), les puits les plus importants sont le puits Cécile (300 m) situé à la Peignerie et le puits Neuf (390 m) à la Berthauderies.

## Production
La concession de Montrelais-Mouzeil a produit plus de 1,7 million de tonnes de houille, ce qui en fait la plus importante du bassin.
Une brève tentative de relance à lieu entre 1918 et 1921, mais arrêté, faute de rentabilité, environ 10 000 tonnes sont extraites en trois ans.
| Secteur minier   | production              |
| ---------------- | ----------------------- |
| La Grand'Mine    | environ 100 000 t       |
| La Gautellerie   | environ 363 000 t       |
| La Peignerie     | environ 115 000 t       |
| La Berthauderies | environ 425 000 t       |
| La Transonnières | inconnue, faible        |
| La Tardivières   | environ 682 000 t       |
| Total            | supérieur à 1 700 000 t |

## Vestiges
Deux sites miniers sont conservés et mis en valeur au début du XIXe siècle : le puits de la Gautellerie à Loireauxence,,  
et de la mine de La Guibretière à Teillé,.

Vestiges de la mine de la Gautellerie.
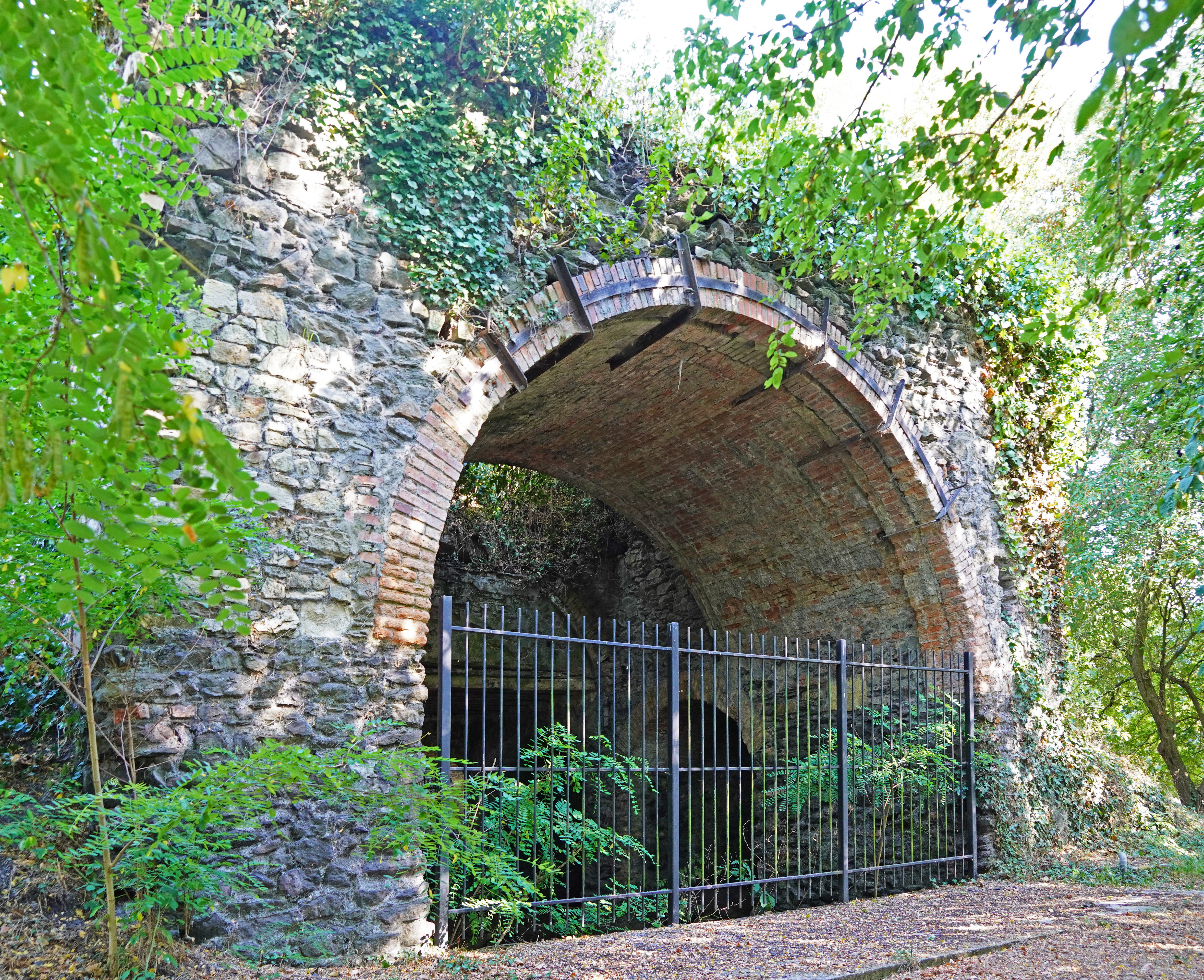
Bâtiment de recette.
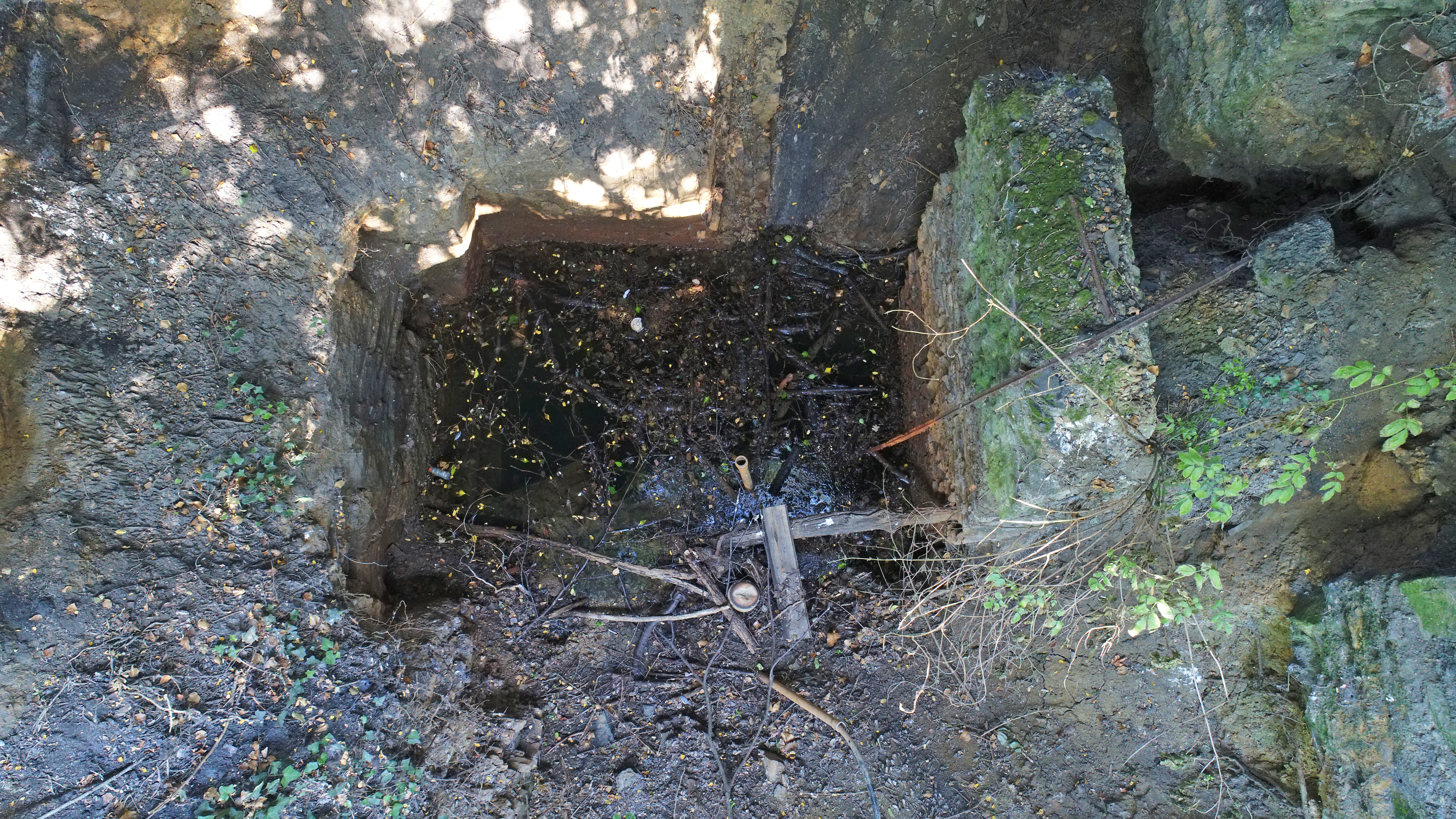
Puits de mine.
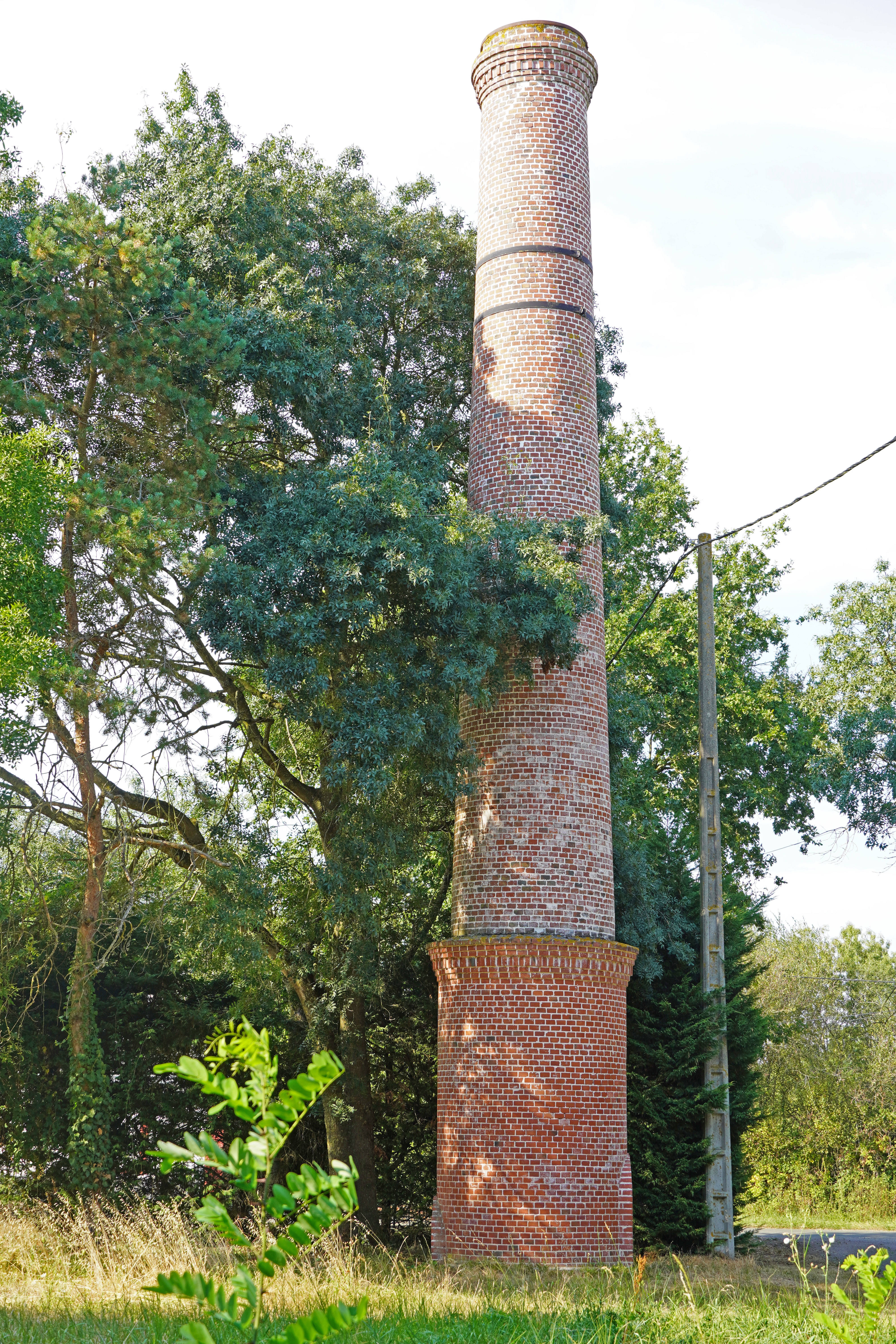
Cheminée.

La cheminée de mine de La Guibretière.
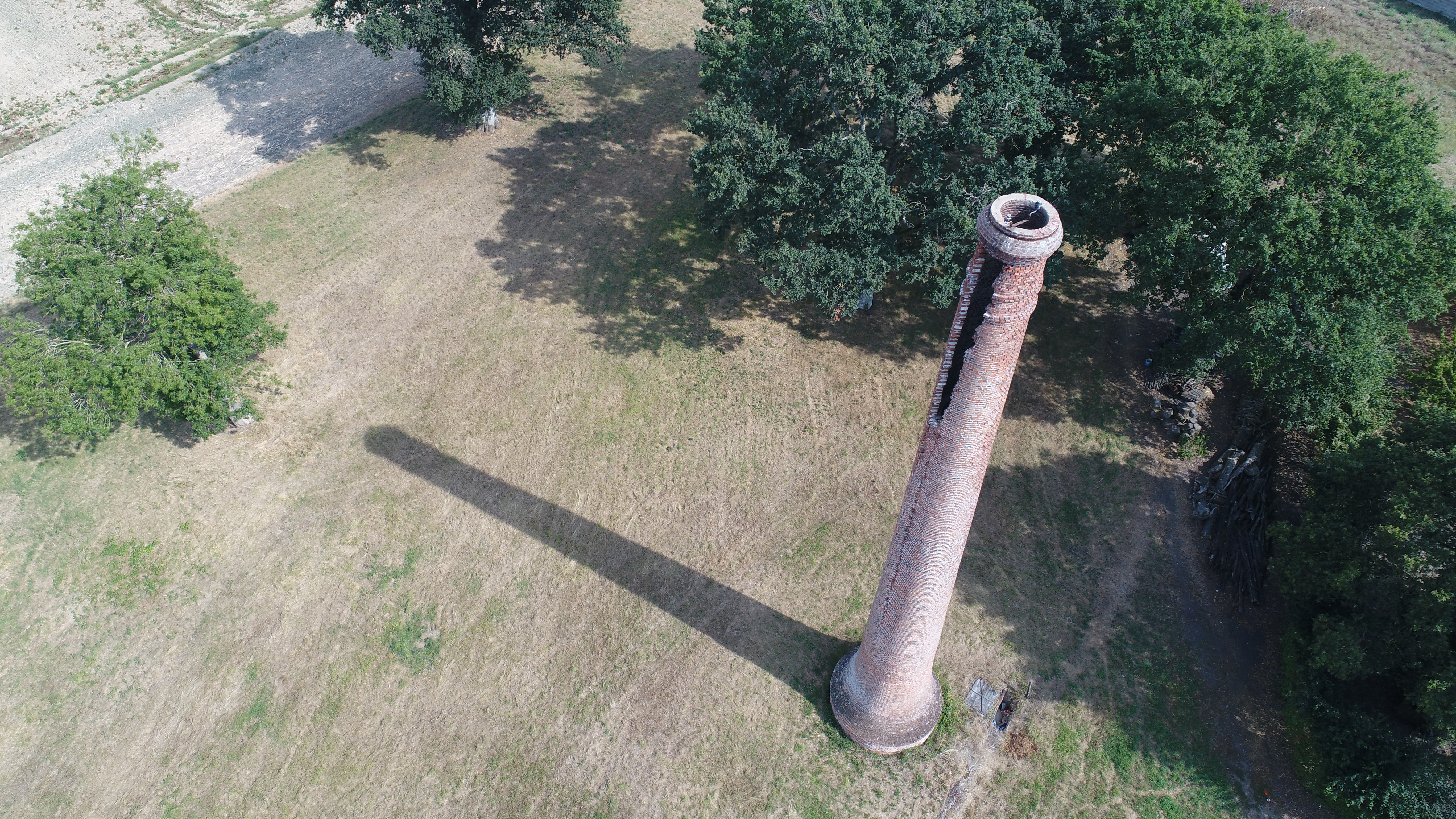
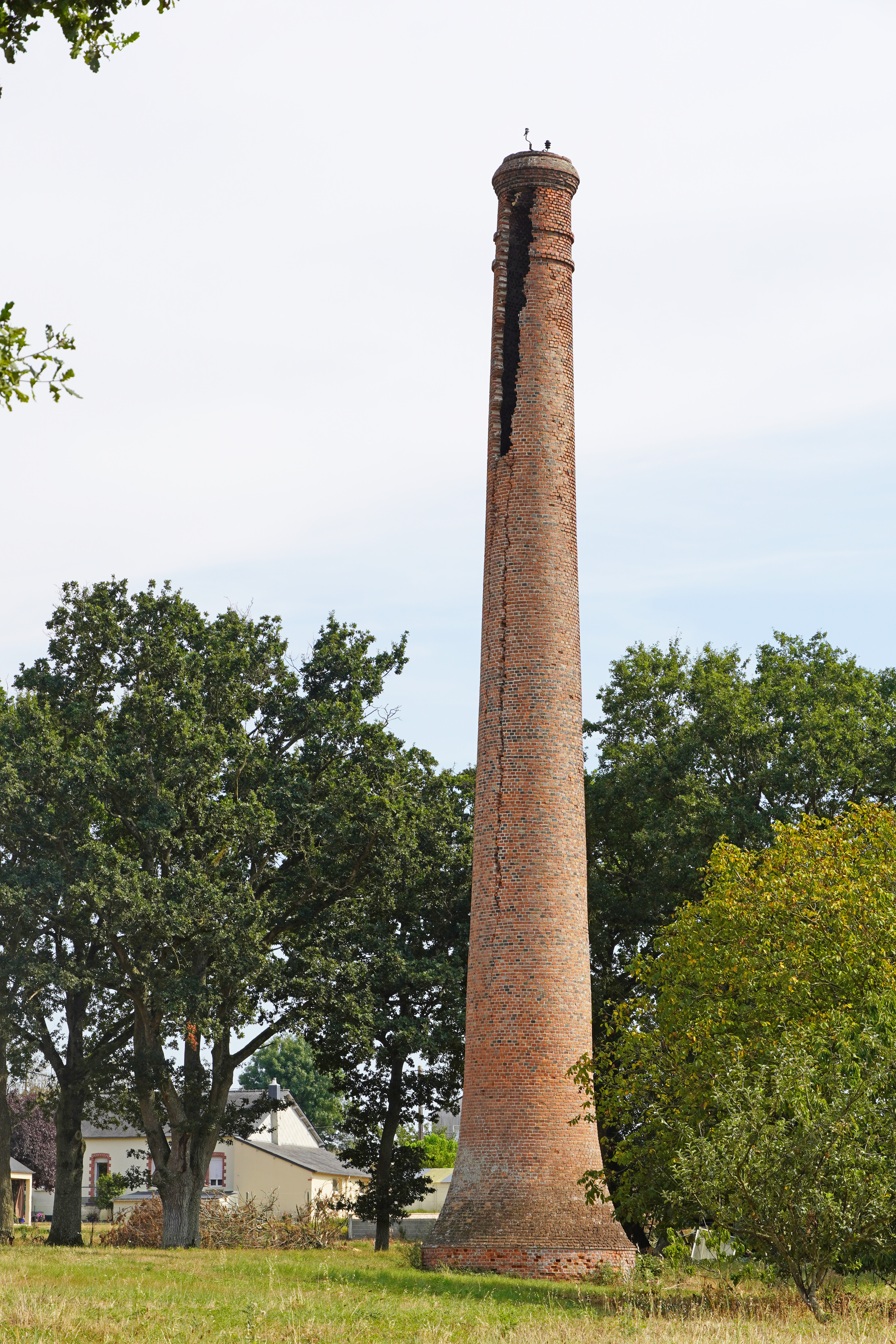
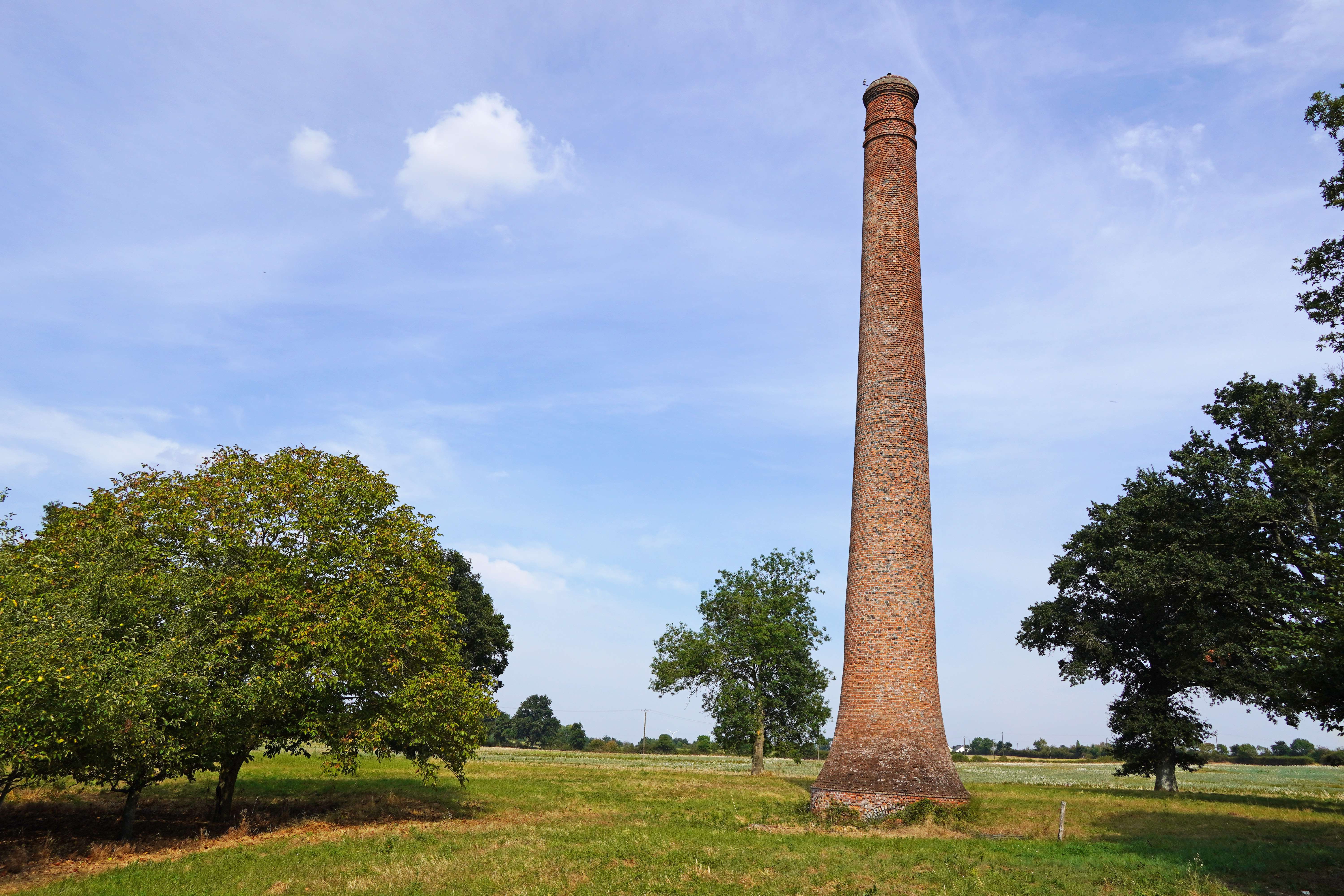